# Šálek

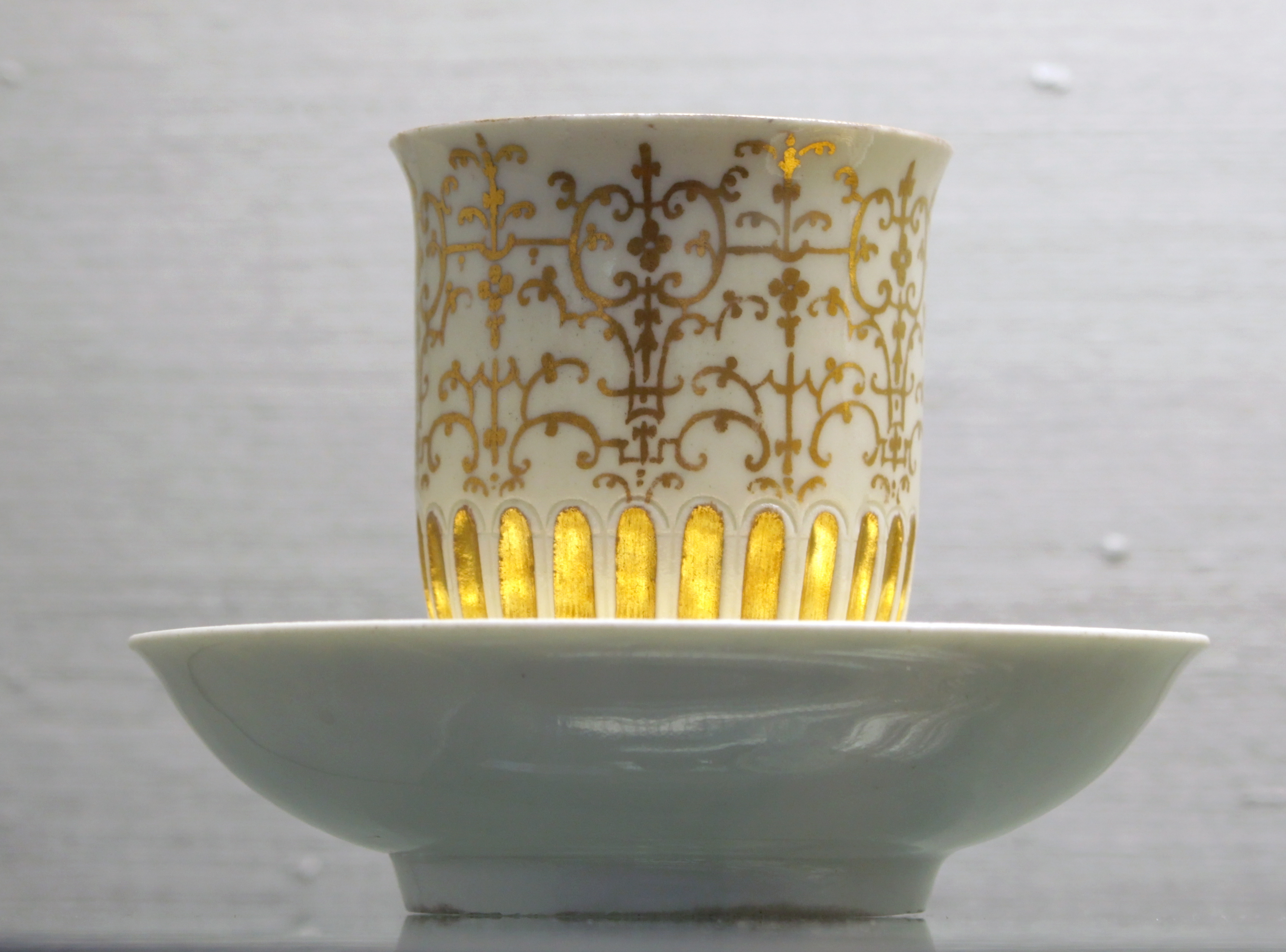
Šálek s podšálkem na kakao (bez ouška), Míšeň 19. století

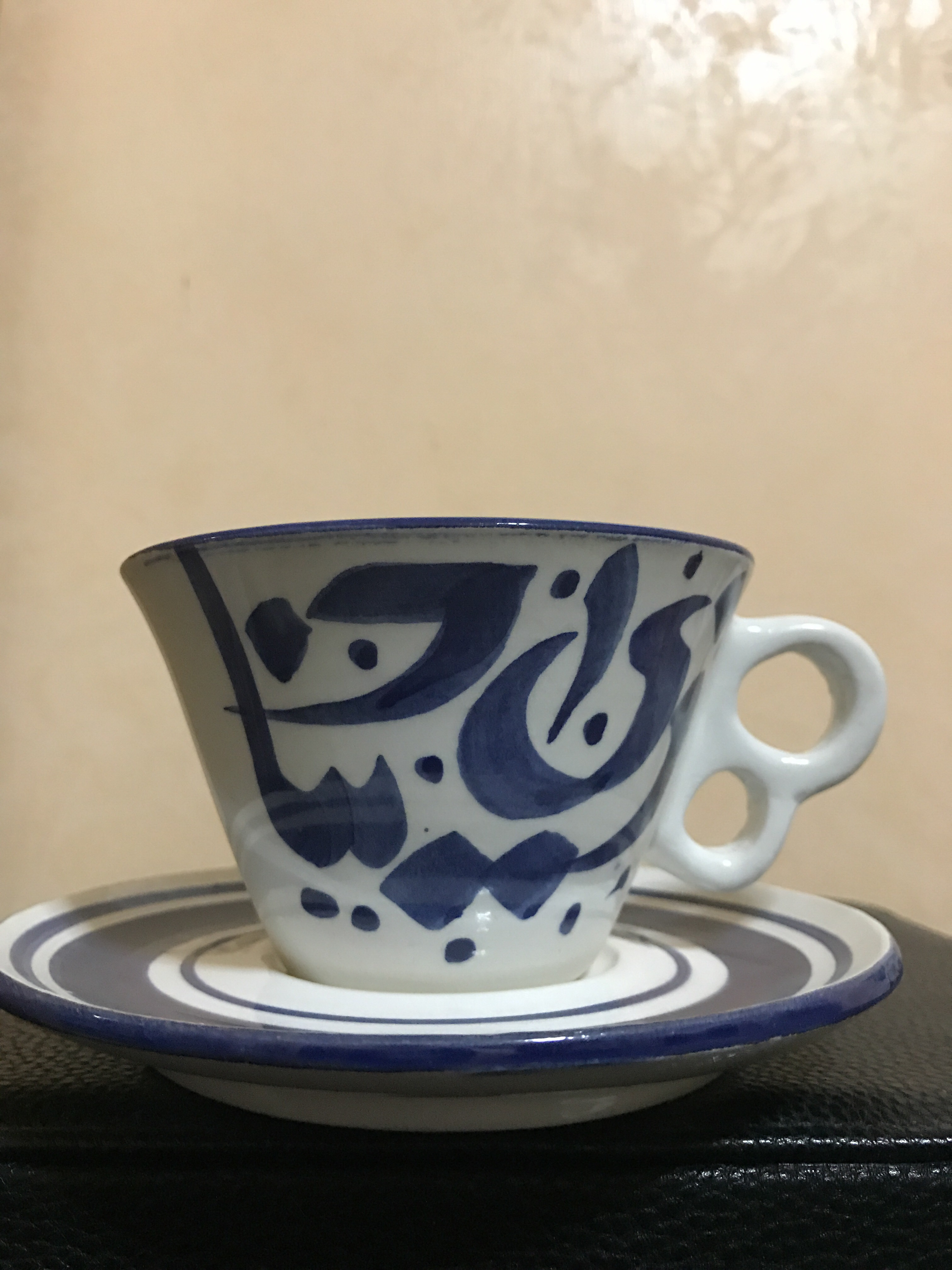
Dvouuchý šálek s arabským nápisem

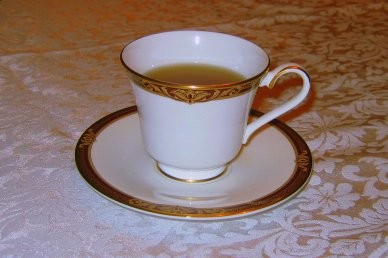
Moderní šálek s podšálkem se zlatým dekorem

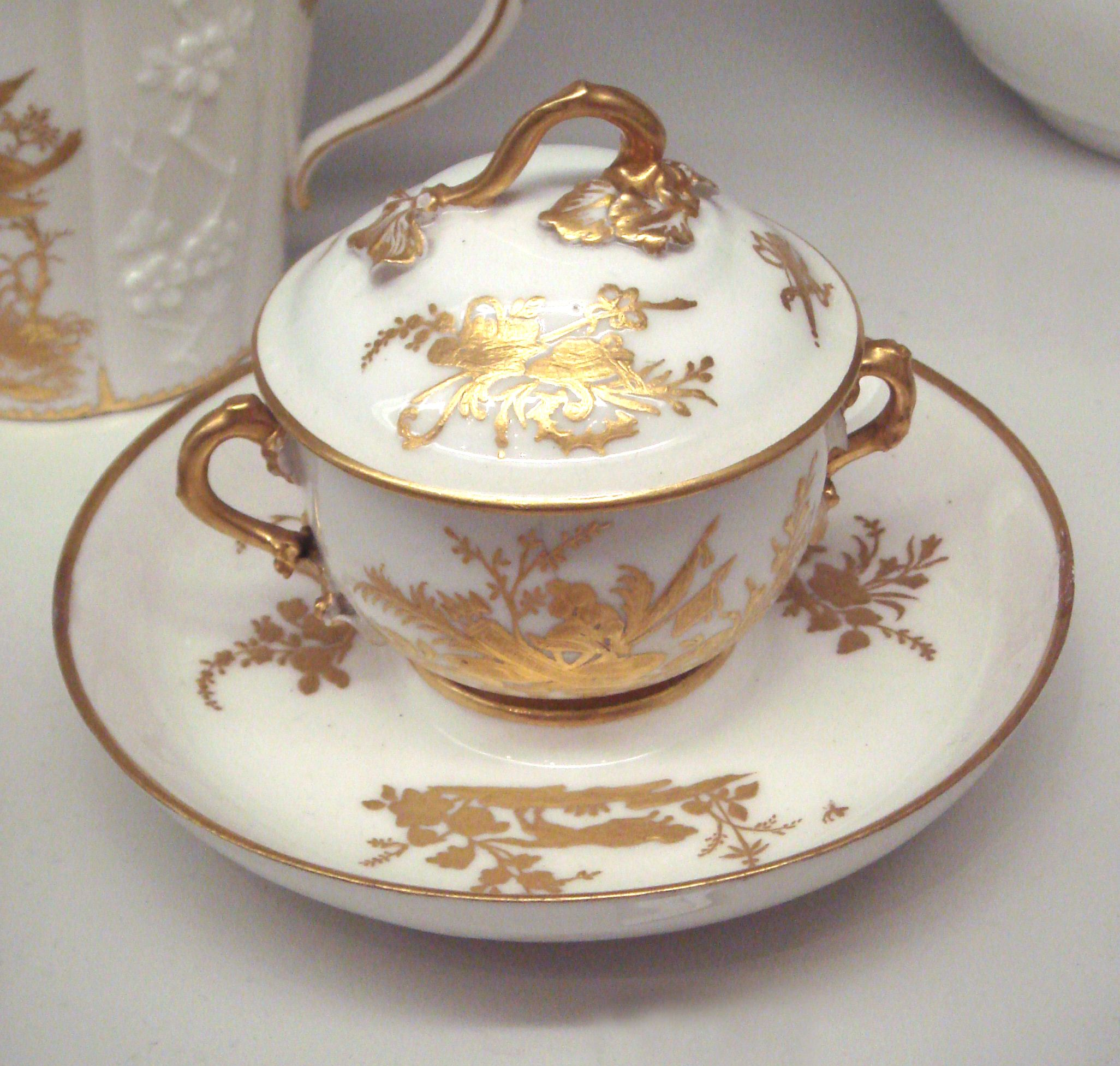
Porcelánový šálek s víčkem v orientálním stylu, Vincennes, 1750–1752

Šálek či koflík je malá nádoba, k pití horkých nápojů, hlavně čaje, kávy nebo kakaa. Je to menší varianta hrnku. Pro lepší manipulaci s horkou tekutinou má většina šálků jedno nebo dvě ouška. Často se používá s malým talířem zvaným podšálek nebo miska. Tradičně se vyrábí z keramiky, porcelánu nebo fajánse. První šálky dovážené do Evropy z Japonska nebo z Číny neměly ouška, stejně jako evropské napodobeniny z Míšně. Orientální šálky oproti evropským někdy mívají víčko.

## Tvary
- Šálek na kávu má být
  - úzký nebo kónický, vždy vyšší než širší.
  - na espresso má být silnostěnný, aby v něm káva zůstala co nejdéle horká.
- Šálek na čaj má být nízký a široce rozevřený.